# Hiroshi Hasegawa
Hiroshi Hasegawa (jap. 長谷川 弘, Hasegawa Hiroshi; * 25. Januar 1934 in der Präfektur Shizuoka; † 12. Dezember 2023) war ein japanischer Motorradrennfahrer.

## Leben und Wirken

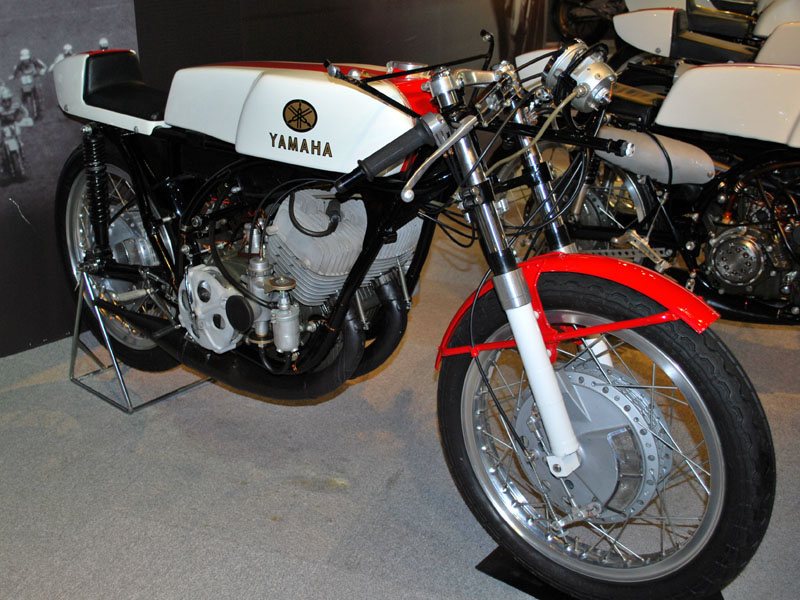
Eine RD56, wie sie auch Hiroshi Hasegawa fuhr

Hasegawa ging um 1963 als Fahrer zu Yamaha – im selben Jahr, als erstmals der Große Preis von Japan ausgetragen wurde. Nachdem das Unternehmen anderthalb Jahre kein Engagement mehr bei Rennen in Europa gezeigt hatte, kam er im selben Jahr zusammen mit Fumio Ito und Yoshikazu Sunako zurück, um an der legendären Isle of Man TT mit den Zweitaktmotoren der RD-Reihe teilzunehmen. Die japanischen Hersteller Suzuki (erstmals 1962) und Honda (erstmals 1961) waren bereits bei der TT erfolgreich gewesen. Yamaha erreichte dieses Ziel zwar erst 1965 durch den Sieg von Phil Read, aber Hasegawa konnte in der Lightweight-Klasse bis 250 cm³ für seinen Arbeitgeber einen viel beachteten vierten Platz einfahren. Hasegawas größter Erfolg war der Macau Grand Prix auf dem Guia Circuit. Hier triumphierte er zweimal in Folge mit seiner RD56 mit einer Durchschnittsgeschwindigkeit von 96 km/h (60 mph). Bereits 1966 beendete er seine aktive Laufbahn als Werksfahrer und eröffnete ein Motorradgeschäft in seiner Heimat.

## Rennsiege
| Jahr | Klasse       | Maschine | Rennen                 |
| ---- | ------------ | -------- | ---------------------- |
| 1966 | 250 cm³      | Yamaha   | Großer Preis von Japan |
| 1967 | Solomotorrad | Yamaha   | Macau Grand Prix       |
| 1968 | Solomotorrad | Yamaha   | Macau Grand Prix       |